# Delias wilemani
Delias wilemani är en fjärilsart som beskrevs av Jordan 1925. Delias wilemani ingår i släktet Delias och familjen vitfjärilar. Inga underarter finns listade i Catalogue of Life.

## Bildgalleri

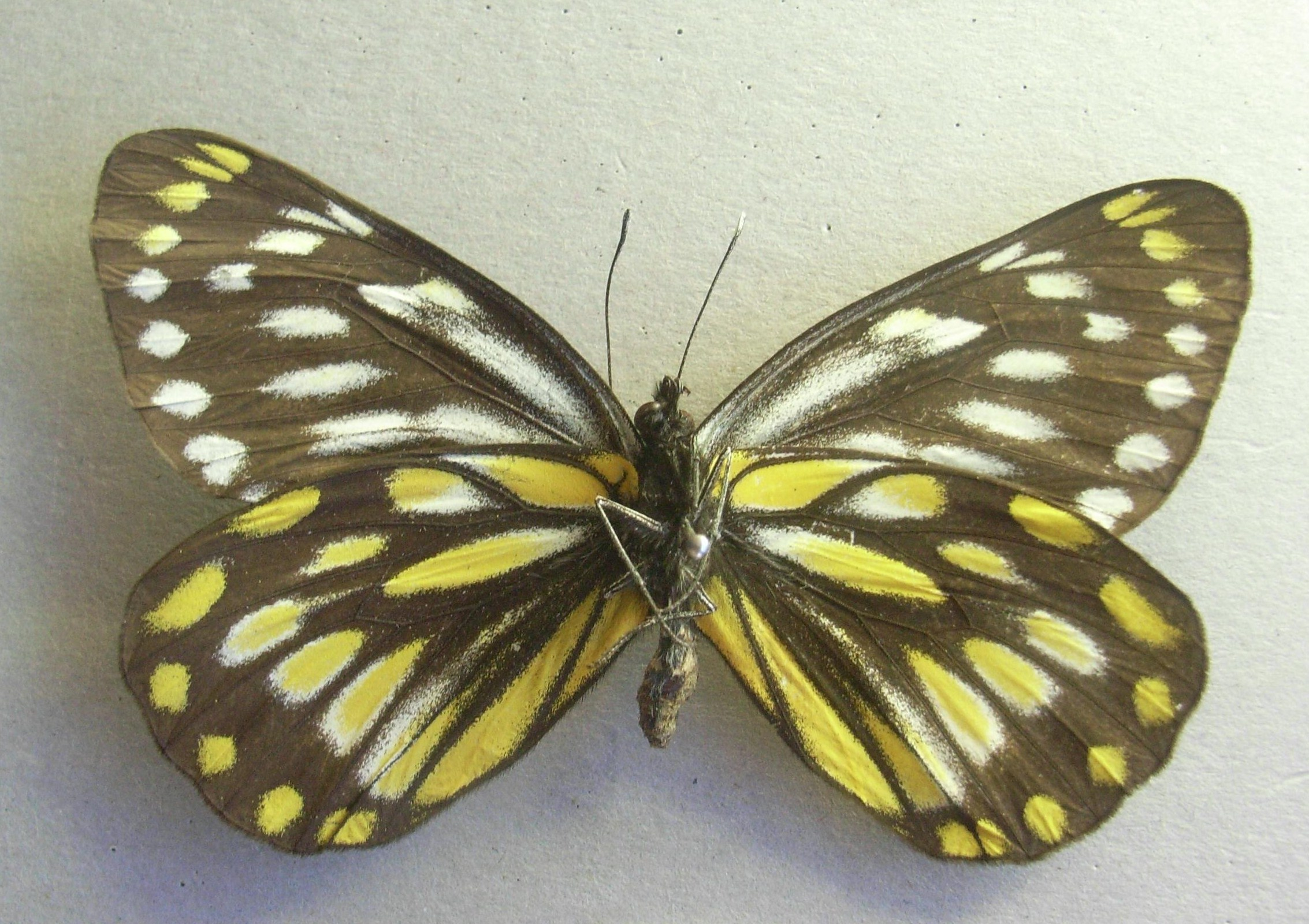